# Denis Meléndez
Denis Javier Meléndez Rosales (ur. 22 lipca 1995 w La Ceiba) – honduraski piłkarz występujący na pozycji środkowego pomocnika, od 2023 zawodnik Motagui.
Jest bratem Carlosa Meléndeza i Luisa Meléndeza, również piłkarzy.